# Sonic 3 & Knuckles
Sonic 3 & Knuckles je igra franšize Ježek Sonic japonskega podjetja Sega. Izšla je v dveh delih leta 1994 za konzolo Sega Mega Drive. Igra je doživela nekaj ponovnih izdaj, nazadnje leta 2022 v igri Sonic Origins.
Igro je mogoče igrati s pritrditvijo kartuše igre Sonic the Hedgehog 3 na kartušo igre Sonic & Knuckles.

## Zgodba

#### Sonic the Hedgehog 3
Po tem, ko jo je Sonic v igri Sonic the Hedgehog 2 uničil, Robotnikova vesoljska baza Jajce smrti pade na lebdeči Angelski otok. Tam Robotnik sreča Knucklesa, edinega prebivalca otoka in zadnjega pripadnika plemena kljunatih ježkov. Knuckles je čuvaj glavnega smaragda, kristala velike moči, ki uravnava delovanje sedmih Smaragdov Kaosa in nasploh vsebuje velikansko moč, zaradi katere otok stalno lebdi.
Robotnik Knucklesa prepriča, da Sonic namerava ukrasti glavni smaragd. Knuckles mu brez pomisleka verjame in takoj skleneta zavezništvo.
Tails in Sonic, slednji pod vplivom Smaragdov Kaosa, se odpravita proti Angelskem otoku. Nenadoma se pred Sonicom pojavi Knuckles, ki Sonica udari tako hitro in močno, da Sonic izgubi svojo super formo in vseh sedem Smaragdov Kaosa. Sonic in Tails se skupaj odpravita po otoku, kjer se morata spopadati z Robotnikovimi badniki in Knucklesovimi pastmi.

#### Sonic & Knuckles
Po tem, ko dr. Robotniku preprečita , da bi svojo vesoljsko bazo, Jajce smrti, ponovno spravil v vesolje, se Sonic in Tails odpravita naprej po otoku. V coni skrite palače, kjer se nahaja glavni smaragd se Sonic in Knuckles končno zares spopadeta. Sonicu kljub Knucklesovi veliki fizični moči uspe kljunatega ježka spraviti na tla. V tistem trenutku se v prostoru pojavi Robotnik v svojem letečem vozilu, ki ukrade glavni smaragd. Knuckles se v zmedi požene za njim, a zaman. Po tem, ko si razjasni, da je Robotnik prišel ukrast smaragd ter da sta Tails in Sonic pravzaprav dobra jima sklene pomagati.
Robotniku uspe popraviti svojo vesoljsko bazo. Vkrca se in jo počasi dviga proti vesolju. Sonic in Tails v zadnjem hipu skočita ter pristaneta na vesoljski bazi. Če igralec do takrat zbere vseh 7 Smaragdov Kaosa po zadnji coni sledi bitka v vesolju med Hiper Sonicom in Robotnikom v velikem robotskem plovilu.
Sonic premaga Robotnikovo plovilo in potisne glavni smaragd k sebi. Ko se približuje Zemlji se pod njim v letalu Tornadu pojavi Tails, ki smaragd priključi na verigo, Sonic pa izgubi Hiper formo in stopi na krilo letala. Dvojica smaragd vrne na svoje mesto, kar povzroči, da se Angelski otok dvigne v zrak.

### Liki
- Ježek Sonic
- Lisjak Tails
- Kljunati ježek Knuckles
- Doktor Robotnik

## Potek igre
Igra ima možnost shranjevanja.
V igri je 14 con, ki so razdeljene na dejanja (najmanj 1, največ 2).

### Posebne stopnje
Z dotikom velikih obročev, ki so skriti na različnih delih con je mogoče igrati posebno stopnjo. Igralec je postavljen na tridimenzionalno polje obdano z modrimi in rdečimi žogami. Cilj stopnje je z dotikom spremeniti modre žoge v rdeče brez, da bi se dotaknil rdečih žog. Nagrada za dosežen cilj je en Smaragd Kaosa.
Ob združitvi iger Smaragde Kaosa v igri Sonic & Knuckles zamenjajo super smaragdi, saj bi v nasprotnem primeru Smaragdov Kaosa bilo 14. Super smaragde je mogoče zbirati takrat, ko igralec že ima vseh sedem Smaragdov Kaosa. Ob dotiku velikega obroča bo igralec teleportiran v cono skrite palače, kjer lahko izbere, katerega izmed sedmih super smaragdov želi dobiti.

## Združevanje kartuš
Poleg kartuše za igro Sonic the Hedgehog 3 se lahko na kartušo igre Sonic & Knuckles priključijo še kartuša igre Sonic the Hedgehog in Sonic the Hedgehog 2.

### Blue Sphere
S priključitvijo igre Sonic the Hedgehog se prikažejo Sonic, Tails, dr. Robotnik in Knuckles. Nad njimi se nahaja napis No way! (Ni govora!).
Mogoče je igrati igro Blue Sphere (Modra sfera), igro, ki poteka na enak način kot posebne cone. Igra ima več kot 30.000 stopenj.

### Knuckles the Echidna in Sonic the Hedgehog 2
S priključitvijo igre Sonic the Hedgehog 2 se bosta igri združili v igro Knuckles the Echidna in Sonic the Hedgehog 2, torej igra Sonic the Hedgehog 2 z Knucklesom kot glavno osebo.